# Бровково (Харьковская область)
Бровково (укр. Бровкове), село, 
Шляховский сельский совет,
Коломакский район,
Харьковская область.
Код КОАТУУ — 6323281204. Население по переписи 2001 года составляет 40 (16/24 м/ж) человек.

## Географическое положение
Село Бровково находится возле урочища Крашаницыно по которому протекает пересыхающий ручей, через 3 км впадающий в реку Шляховая.
На расстоянии в 2 км расположено село Новоивановское, в 3-х км — село Шляховое, в 6-и км пгт Коломак.

## История
- 1600 — дата основания.